# Pankow (gruppo musicale italiano)
I Pankow, spesso scritto con i caratteri in Cirillico ПAНКОВ, sono un gruppo di musica elettronica italiano fortemente indirizzato verso una ricerca musicale post-industriale, formatosi a Firenze nel 1979. La band, che secondo alcuni è oggi una delle band italiane più famose al mondo, è considerato negli Stati Uniti uno dei gruppi più importanti della scena industriale, anche se gli statunitensi utilizzano tale termine con un'accezione che comprende uno spettro più ampio e generico di quanto non si faccia in Europa.

## Storia

### 1979: Nascita e primi esordi
La band formatasi nel 1979 a Firenze esordì nel 1982 con uno split 7" condiviso con i Diaframma dal titolo "Circuito chiuso/Wither" e pubblicato con le Industrie Discografiche Lacerba, con una formazione che vedeva Mario Massa al basso, Mauro Fasolo alla batteria, Sergio Pani al sassofono, Massimo Michelotti e Maurizio Fasolo ai sintetizzatori e Valerio Viti alla voce. In questa prima fase la band era ancora lontana dallo sviluppo delle sonorità che la caratterizzeranno in seguito. Le loro sonorità si avvicinavano invece, come altre band fiorentine, al darkwave di ispirazione Joy Division. In tutta questa prima fase poi, molti furono i cambi di composizione finché non arrivarono a una relativa stabilità con Maurizio Fasolo (fm), Alex Spalck, Paolo Favati e Alex Gimignani. Il primo album della band risale al 1983.

### 1983: Il nuovo suono ritmico dei Pankow
(Da una frase di Maurizio Fasolo citata in -  Marcello Ambrosini, Post-industriale. La scena italiana anni '80, Goodfellas, 2016, ISBN 978-88-99770-01-3.)
Fu con questa formazione che i Pankow realizzarono il primo nastro in cui appaiono chiare le linee guida che svilupperanno in seguito. "Throw Out Rite" uscì quindi su cassetta per la Electric Eye di Claudio Sorge nel 1983 sviluppando così le sonorità ritmiche e meccaniche fatte di brani da dance floor come "Das Vodkalied" o "Wait & Search", alternati a ballate cibernetiche come "Destiny" e "I'm Food For You" e momenti più squisitamente sperimentali come in "endez-Vous Dans Un Bois", elaborando così uno dei primi episodi di quell'ondata che porterà solo in seguito a costruire le vie dell'Electronic body music e dell'Electro-industrial. Il tour che seguirà il disco li vedrà anche suonare al Metropol di Berlino, rendendoli così molto popolari in Germania.

### 1987-1991: DaFreiheit Fuer Die SklavenaOmne Animal Triste Post Coitum
Con "Freiheit Fuer Die Sklaven" uscito nel 1987 per la Contempo Records, la band raggiunge compiutamente quello che sarà poi il loro suono di riconoscimento. L'album conteneva poi, oltre alle cover di "Girls and Boys" di Prince e di "In Heaven" dalla colonna sonora di "Eraserhead - La mente che cancella" di David Lynch, anche uno dei brani destinati a divenire un loro classico da ballo, "Gimme More (Much More)", che verrà riproposto anche nell'album EP "Freedom for the Slaves" del 1989. Entrambi gli album vedevano la co-produzione artistica di Adrian Sherwood, già collaboratore di gruppi come Depeche Mode, Einstürzende Neubauten, Skinny Puppy e Cabaret Voltaire.
È del 1989 il passaggio alla Wax Trax, con la quale pubblicano "Gisela", al quale seguì una lunga tournée negli Stati Uniti ed in Europa che li consacrò definitivamente nelle scene internazionali. A questo seguì l'ancora acclamato "Omne Animal Triste Post Coitum", album che chiude una loro fase storica dovuta alla fuoriuscita del cantante Alex Spalck, che si trasferì in Australia dopo l'uscita del disco.
È del 1990 la prima collaborazione con la Florence Dance Company allo spettacolo "Walpurgis Nacht" che debuttò il 5 luglio presso l'anfiteatro delle cascine di Firenze. Dallo spettacolo i Pankow produssero il 12" dal titolo omonimo.

### 1992-2000: Da"Treue Hunde"a"Pankow"
L'uscita dalla band di Alex Spalck vede l'ingresso di Davide Ragonesi alla chitarra, con cui i Pankow realizzeranno "Treue Hunde", album che viene accolto freddamente dalla critica e che segnò un lungo periodo di stasi e riflessione.
Nel 1996 esce l'unico disco dei Pankow cantato in Italiano che vedeva Gianluca Becuzzi dei Limbo alla voce.
In seguito a questo disco e dopo il tour che ad esso seguì e la pubblicazione della raccolta di B-sides "Wodka, Erdbeeren und weitere Katastrophen", i Pankow interruppero la loro attività per circa cinque anni, per riprendere solo con il ritorno di Spalck alla voce, mantenendo un'attività live molto bassa anche a causa del trasferimento di quest'ultimo in Australia.

### 2002-2010: Il ritorno di Alex Spalck
Nel 2002 Maurizio Fasolo e soci collaborano allo spettacolo di danza contemporanea firmato da Karole Armitage dal titolo Trasmissione notturna, prodotto da Keith Ferrone e Marga Nativo della Florence Dance Company e presentata al Teatro Goldoni di Firenze.
Con l'inizio dei 2000 intanto Fasolo e Spalck avevano ripreso i contatti, componendo praticamente via web il disco che uscirà nel 2004 per la Minus Habens Records di Ivan Iusco con il titolo "Life is Offensive and Refuses to Apologise", a cui seguì il singolo "Fuckart (a symphony for wankers)" che conteneva un video realizzato a Recanati durante il concerto al festival Modulor.
Nel 2004 Fasolo e Regi tornano a collaborare con la Florence Dance Company, allo spettacolo dal titolo Excalibur Stories, con coreografie di Keith Ferrone.

## Formazione

### Attuali
- fm (Maurizio Fasolo) - sintetizzatore, tape echo (1979 - presente)
- Alex Spalck -  e voce (1982 - presente)
- Bram Declercq - voce (2009 - presente)
- Enzo Regi - campionamento (1995 - presente)

### Ex passati
- Mario Massa - sintetizzatori, basso
- Valerio Viti - voce
- Mauro Fasolo - batteria
- Massimo Michelotti - sintetizzatori
- Sergio Pani - sax
- Paolo Favati - live mixing, campionatori
- Alessandro Gimignani - percussione
- Nardo Lunardi - chitarra
- Davide Ragonesi - chitarra, violoncello
- Alessandro Cellai - sintetizzatori
- Sebi Koch - varispeed
- G-L B - voce (1996)

## Discografia

### Album in studio
- 1983 - Throw Out Rite (Electric Eye)
- 1987 - Freiheit fuer die Sklaven Contempo Records, Zyx records
- 1989 - Gisela Contempo Records (ITA) Wax Trax! (USA), Play It Again Sam (Belgium), Cashbeat (Germany)
- 1990 - Omne Animal Triste Post Coitum Contempo Records, Cashbeat (D), ROIR (USA)
- 1992 - Treue Hunde Contempo Records, Cargo (USA)
- 1996 - Pankow Iptarro, BIM (Germany)
- 2003 - Life is Offensive and Refuses to Apologise Minus Habens records
- 2007 - Great Minds Against Themselves Conspire Wheesht
- 2013 - And Shun The Cure They Most Desire, Out Of Line due CD

### Raccolte
- 1989 - Gisela / Freiheit Fuer Die Sklaven
- 1991 - Svobody!  Contempo Records/Gennex
- 1997 - Wodka, Erdbeeren und weitere Katastrophen Iptarro/BIM (2010 re-released on Iptarro)
- 2005 - The Art of Gentle Revolution Iptarro Box 5CD
- 2011 - Kunst Und Wahnsinn

### Ep
- 1984 - "Pankow E.P." (Kindergarten Records / Polygram) 12"
- 1989 - "Freedom for the Slaves" mini lp Wax Trax! (USA)
- 2012 - "Hogre", Out of Line EP
- 2017 - "Times", Artoffact Records EP
- 2020 - "Der Doctor Schnabel von Rom", Contempo Records EP

### Singoli
- 1987 - "Gimme More [Much More] / Touch" Contempo Records 7"
- 1988 - "Sex mins of a Thumping, Pumping, Dubbing Version of Touch" Contempo Records 12"
- 1988 - "Pankow plays the hits of the Nineties" Contempo Records, Zyx records 12"
- 1988 - "Kunst und Wahnsinn" Contempo Records, Cashbeat (Germany), ABC (UK), KK Records (Belgium) 12"
- 1988 - "Wet" one sided 7" on Swiss Magazine "New Life" runned by Sebastian Koch
- 1989 - "Texas and Paraguay" Contempo Records one sided 7"
- 1990 - "Pankow Show Their Dongs" Contempo Records, Wax Trax! 12" (USA)
- 1991 - "Walpurgisnacht" Minus Habens records/Contempo Records/one sided 12" - MCD
- 1992 - "Rememberme"/"Heads Will Roll" Contempo Records 12"
- 1992 - "Stupidity"/"Remembermeremix" Contempo Records 12"/cds
- 1992 - "My Baby Can..." Contempo Records 12"
- 1997 - "Brenne Europa Brenne" 12" Iptarro/Sodom Division 12"
- 2004 - "I Never Thought of the Consequences Minus Habens records 12"
- 2004 - "Fuckart (A Symphony for Wankers) Minus Habens records

### Partecipazioni
- 1983 - Brano "Wither" incluso in FREE8212, Industrie Discografiche Lacerba 7"
- 2018 - Brano "Cosa Succederá Alla Ragazza" incluso in "LB/R La Bellezza Riunita", Industrie Discografiche Lacerba LP+12"–CD